# 马乔林溃疡
Marjolin溃疡即马乔林溃疡。 1828 年法国外科医师Jean-Nicolas Marjolin 对一种发生于烧伤瘢痕溃疡的皮肤肿瘤进行了描述，但是由于其认识的局限，未能阐述其恶性肿瘤的特征。 1850 年Sminth、1902 年Da Costa等将继发于慢性皮肤溃疡的恶性肿瘤称为Marjolin溃疡，并阐明了其肿瘤特性。临床上，由于病因学上的相似性，通常也将继发于褥疮、骨髓炎窦道、尿道瘘、潜毛窦、骶尾梅毒瘤、牛痘接种瘢痕、放射性溃疡等的癌变溃疡称为Marjolin溃疡。 

## 外表
生长缓慢，无痛（因为溃疡通常与神经组织无关），并且由于局部破坏淋巴通道而没有淋巴扩散。

## 组织学
组织学上，该肿瘤分化良好的鳞状细胞癌。 这种癌在性质上具有侵袭性，局部传播并且预后不良。 40％发生在下肢，恶性变化通常是无痛的。 这种伤口的恶性变化发生在最初的创伤后很长一段时间，通常是10  -  25年后。 它的边缘外翻而不是总是抬起。 最近的转录分析表明，长期受阻的细胞外基质周转和被忽视的瘢痕组织中的上皮 - 间质转换可能引起这种恶性肿瘤。

## 治疗
Marjolin 溃疡多为高分化鳞癌，癌细胞分化较好，放疗、化疗疗效不佳，积极手术治疗十分重要。手术方法由肿瘤分期决定，扩大切除以及植皮、皮瓣修复是常规治疗方法，对不能根治的、复发的四肢 Marjolin 溃疡，可考虑手术截肢治疗。即使患者出现远处淋巴结转移，也应该选择性前哨淋巴结清扫手术治疗，对于不能切除的转移才考虑放疗，以提高患者治愈率。